# Juan Bocca
Juan Bocca (Capilla del Señor, Buenos Aires, 18 de marzo de 2005) es un baloncestista argentino que juega en las filas del Fibwi Palma de la Primera FEB. Con 1,98 metros de altura, juega en la posición de alero. Ha representado a su país tanto a nivel juvenil como a nivel absoluto. 

## Trayectoria
Surgido de la cantera de los clubes Honor y Patria y Sportivo Escobar, fue reclutado en 2022 por el Obradoiro CAB, club que lo envió al Obradoiro Ames, su filial en la Liga EBA.
El 29 de julio de 2025, firma con el Fibwi Palma de la Primera FEB.

## Selección nacional
Bocca fue miembro de las selecciones juveniles de baloncesto de Argentina, integrando el plantel que jugó en el Campeonato Mundial de Baloncesto Sub-17 de 2022 y en el Campeonato Mundial de Baloncesto Sub-19 de 2023, como también del que actuó en el Campeonato Sudamericano de Baloncesto Sub-14 de 2019, en el Campeonato FIBA Américas Sub-16 de 2021, en el Campeonato FIBA Américas Sub-18 de 2022.
Hizo su debut con la selección absoluta en el torneo de baloncesto masculino de los Juegos Panamericanos de 2023, donde su equipo obtuvo la medalla de oro.